# Anna Scharewitsch
Anna Scharewitsch (russisch Анна Вадимовна Шаревич, belarussisch Ганна Шарэвіч/Hanna Scharewitsch; * 18. Dezember 1985 in Brest, Belarussische Sozialistische Sowjetrepublik, Sowjetunion) ist eine belarussische Großmeisterin der Frauen im Schach. Seit April 2014 spielt sie für den US-amerikanischen Schachverband.

## Leben
Scharewitsch, die Sportwissenschaften und Tourismus an der Staatlichen Hochschule in Brest studiert, erlernte das Schachspiel im Alter von fünf Jahren von ihrem Vater, einem Arzt, der sie seitdem trainiert. Sie gewann vier Mädchenmeisterschaften in Belarus in den Alterskategorien U14 bis U20. In den Jahren 2002, 2005, 2007 und zuletzt 2011 gewann sie die Frauenmeisterschaften ihres Landes. Nach ihrem Erfolg bei der Landesmeisterschaft wurde sie bei der Schacholympiade 2002 erstmals im Frauennationalteam eingesetzt und spielte seitdem bis einschließlich 2012 auf allen sechs Schacholympiaden für Belarus. 2003 wurde sie zur Internationalen Meisterin der Frauen (WIM) ernannt. Die Normen erfüllte sie alle 2003, und zwar bei der belarussischen Meisterschaft der Frauen in Minsk, bei einem Jugendturnier in Serpuchow und bei der Europameisterschaft der Frauen in Silivri. 2006 wurde ihr der Titel einer Großmeisterin der Frauen (WGM) verliehen, die Normen erfüllte sie 2005 bei einem WGM-Turnier in Sankt Petersburg und beim Frauenwettbewerb der Schacholympiade 2006 in Turin.
Anna Scharewitsch liegt im Februar 2015 auf dem achten Platz der US-amerikanischen Rangliste der Frauen, im ersten Halbjahr 2009 führte sie die belarussische Elo-Rangliste der Frauen an.

## Schachvereine
In der deutschen Frauenbundesliga spielte Anna Scharewitsch in der Saison 2004/05 für den SK Holsterhausen, seit 2006 ist sie für den USV Volksbank Halle tätig, mit dem sie 2007 und 2010 die deutsche Mannschaftsmeisterschaft erringen konnte und in den gleichen Jahren am European Club Cup der Frauen teilnahm. Scharewitsch nahm an diesem Wettbewerb außerdem 2006 mit Ekonomist SGSEU Saratow (damals erreichte sie das drittbeste Ergebnis der Reservespielerinnen) und 2008 mit EPAM Systems Minsk teil. In der United States Chess League spielte sie für die Mannschaft der St. Louis Arch Bishops, mit der sie 2014 die Meisterschaft gewann.

## Übriges
Neben ihren sportlichen Erfolgen zählt die blonde Schachspielerin auch aufgrund ihres attraktiven Äußeren nicht nur in Schachkreisen zu den bekannten Gesichtern – bei der Europameisterschaft der Frauen 2004 in Dresden wurde sie von den Journalisten zur „Miss Europameisterschaft“ gekürt –, sondern auch in ihrem Heimatland: dort wurde Scharewitsch 2007 unter die „Top-50 der schönsten und erfolgreichsten Personen in Minsk“ gewählt, außerdem auf Rang 7 der Королева спорта 2007 („Königin des Sports 2007“) und sie trat 2008 in der belarussischen Fernsehshow Две звезды („2 Stars“) zusammen mit dem Sänger Sascha Nemo in einem Gesangsduett auf.